# Liga a V-a Argeș
Liga a V-a Argeș reprezintă a doua competiție fotbalistică din județul Argeș, fiind organizată de Asociația Județeană de Fotbal (AJF) Argeș și constituind al cincilea eșalon al sistemului de ligi al fotbalului românesc. Numărul echipelor participante variază în funcție de echipele retrogradate din Liga a IV-a Argeș sau de cele nou înscrise.

## Lista echipelor câștigătoare
| Sezonul   | Seria Nord          | Seria Sud           | Seria Centru 1  | Seria Centru 2     |
| --------- | ------------------- | ------------------- | --------------- | ------------------ |
| 2010–2011 | AS Dragoslavele     | Viitorul Bârla      | Voința Budeasa  | Atletic Bradu II   |
| 2011–2012 | AS Godeni           | Victoria Buzoești   | Unirea Bascov   | Girom Albota II    |
| 2012–2013 | Real Vlădești       | Atletic Bradu II    | Voința Budeasa  | Viitorul Cireșu    |
| 2013–2014 | Gloria Berevoești   | Progresul Râca      | AS Micești 2002 | Vulturii Priboieni |
| 2014–2015 | AS Dragoslavele     | ACS Lunca Corbului  | Voința Budeasa  | Vulturii Priboieni |
| 2015–2016 | Vulturii Vulturești | Young Boys Slobozia | AS Băiculești   | ACS Poiana Lacului |

| Sezonul   | Seria Nord      | Seria Sud          | Seria Centru   |
| --------- | --------------- | ------------------ | -------------- |
| 2016–2017 | CS Mioveni III  | ACS Miroși         | AS Colibași    |
| 2017–2018 | Rapid Davidești | ACS Lunca Corbului | Voința Budeasa |

| Sezonul   | Seria Nord | Seria Sud     | Seria Centru 1     | Seria Centru 2   |
| --------- | ---------- | ------------- | ------------------ | ---------------- |
| 2018–2019 | CS Rucăr   | Rapid Pitești | Vulturii Priboieni | Star Sport Argeș |

| Sezonul   | Seria Nord          | Seria Sud        | Seria Centru     |
| --------- | ------------------- | ---------------- | ---------------- |
| 2019–2020 | Fulgerul Lerești    | Energia Stolnici | ACS Oarja        |
| 2020–2021 | Inter Aninoasa      | ―                | Viitorul Bârla   |
| 2021–2022 | Vulturii Vulturești | ACS Miroși       | Star Sport Argeș |
| 2022–2023 | Petrolul Hârtiești  | ―                | Steaua Negrași   |
| 2023–2024 | Petrolul Hârtiești  | ACS Miroși       | AS Ciofrângeni   |

1. ↑  Sezonul 2019–20 a Ligii a V-a Argeș a fost suspendat în martie 2020 din cauza Pandemiei de COVID-19 din România.